# Публичная библиотека Селби
Публичная библиотека Селби (англ. Selby Public Library) ― библиотека в городе Сарасота, штат Флорида. Была основана в 1907 году и стала первой публичной библиотекой в истории города. 

## История
Публичная библиотека Селби благодаря инициативе Городского общества благоустройства. Его члены обустроили библиотечную комнату в Файв-поинтс, пожертвовав на это дело 65 долларов (или 1000 долларов по меркам 2016 года). Книжный фонд пополнялся благодаря пожертвованиям и в год открытия библиотеки в ней числился 51 подписчик. В 1913 году библиотека перешла в Женский клуб, а в 1915 году она была перенесена в восточное крыло здания Женского клуба.
Городской совет Сарасоты вскоре выделил ещё 150 долларов в год на бесплатную аренду помещения в старом школьном доме на Мэйн-стрит сроком на пять лет. В 1940 году Женский клуб потребовал, чтобы город взял на себя содержание библиотеки, поэтому муниципалитет перевёл библиотечный фонд в новообразованную библиотеку Чидси.
В середине 1970-х годов в округ переезжало все больше людей, и поэтому возрастала потребность в дополнительных книгах и материалах. 24 июня 1976 года библиотека перешла на бульвар искусств, и управление библиотекой перешло в ведение Исторических общества округа Сарасота. После большого пожертвования размером в 500 000 долларов из Фонда Уильяма Дж. И Мари Селби учреждение было названо в их честь. Уильям и Мари Селби были известными меценатами и владельцами нефтегазовой компании. Они инвестировали значительные средства в Сарасоту, а также делали крупные пожертвования, в том числе и для библиотеки.